# 蘇穎智
蘇穎智（Rev. Dr. Patrick So），香港基督教牧師，目前已從中國基督教播道會恩福堂的主任牧師及恩福聖經學院院長退休，由黎家翹牧師接任。
其兄長蘇穎睿牧師，是中國基督教播道會窩打老道山福音堂的前主任牧師。

## 生平
蘇穎智出生於廣東番禺。父親曾為國民黨官員，大陸政權變色他們一家逃到香港。後來他和母親及妹妹回到番禺處理財產時卻再也不能合法离境，他被中共政府定性為「黑五類」。在母親忍受不住土改中中共政權的迫害自殺后，蘇穎智於1962年「五月逃亡潮」中由中國內地偷渡進入香港，並於1967年信主。
蘇牧師早年畢業於美國得州休士頓大學，主修哲學及希臘文，獲得榮譽學士學位。其後他在美國西南浸信會神學院獲得譽道學碩士學位及在達拉斯神學院獲得譽神學碩士學位，以及在西南浸信會神學院完成教牧學博士學位。 
在美國期間，蘇牧師曾在美國休斯頓華人教會及阿靈頓華人教會事奉。 
1986年，他返回香港在中國基督教播道會恩福堂牧會 ；於2001年成立恩福聖經學院並擔任院長。

## 著作
蘇牧師著作頗多，包括
- 《直攀高峰——教會質量增長的關鍵與策略》，分享牧養和教會增長的經驗
- 《新生命與新生活》
- 《認識主基督》
- 《一針見血的福音》
- 《認識聖靈及聖靈工作》
- 《盟誓之前》
- 《認識救恩》
- 《認識末世──從黑暗到光明》
- 《每日與主同行》
- 《價值觀重整之旅》
- 《門徒的座右銘──每日箴言》

## 爭議

### 家暴條例
蘇穎智曾公開呼籲信徒集會抗議家暴條例的修訂，同性戀不應該得到家庭暴力條例的保護，並指出同性同居會引起很多社會問題，例如社會帶來更多「養鴨一族」(鴨指男妓)、大學生會成為男妓和性奴、愛滋病會蔓延等。蘇穎智在立法會中更指出，同性同居屬「社會歪風」，為社會帶來更多「養鴨一族」，令很多大學畢業生「成為性奴」及「帶來更多 AIDS同HIV受害者」。但是為什麼只是大學生與男性會因為家暴條例的修訂成為性工作者和性奴，蘇穎智卻沒有交代。於2009年2月約有500人參加維護公民社會價值，反對宗教右翼霸權大遊行抗議蘇穎智與明光社宗教右派霸權。

### 推介建制派
有教徒稱蘇牧師在 2008年教堂崇拜聚會的講道中要求教徒支持該教會的會友九龍西選區候選人梁美芬、會計界候選人陳茂波和醫學界候選人何栢良，違反公平公開的選舉精神。 如果屬實，有關人士即可能觸犯法例。但是當日何栢良和陳茂波都有出席教堂講道並稱蘇牧師沒要求教徒投票給他們，而只為3人代為祈禱，而梁美芬則表示不知情。

### 撐警隊鎮暴：恩福堂歡迎警察
播道會恩福堂主任牧師蘇穎智2019年7月14日到元朗堂講道時，表示《逃犯條例》修訂根本是政黨誤導激發社會衝突。蘇穎智在講道中更表示，這次反修例引發社會衝突，警隊成為政府和市民之間磨心，導致士氣低落，強調警察士氣低落，是香港之禍，強調恩福堂歡迎基督徒警察。
門徒媒體[獨家錄音]蘇穎智撐警隊鎮暴：恩福堂歡迎警察

## 參看
- 中國基督教播道會恩福堂
- 恩福聖經學院
- 中國基督教播道會總會
- 維護公民社會價值，反對宗教右翼霸權大遊行

## 外部連結
- （页面存档备份，存于） 中國基督教播道會恩福堂（官方網站）
- 恩福聖經學院 （官方網站）
- （页面存档备份，存于） 中國基督教播道會總會（官方網站）